# Benji la malice
Pour les articles homonymes, voir Benji.
Pour plus de détails, voir Fiche technique et Distribution.
Benji la malice (titre original : Benji the Hunted) est un film américain réalisé par Joe Camp, sorti en 1987.
Le film suit Benji, chien vedette du petit écran, qui est porté disparu en mer au cours d'une violente tempête. Étant parvenu à regagner le rivage sain et sauf alors que tous le croient mort (à l'exception de son maître et dresseur Frank Inn), il s'égare dans une vaste forêt de l'Oregon. Essayant de retrouver la civilisation, il assiste impuissant à l'abattage d'une femelle couguar par un chasseur. Plus tard, il découvre les quatre bébés qu'elle allaitait, désormais orphelins. Benji devient un protecteur aimant et dévoué, guidant ses petits protégés à travers la forêt pour leur trouver une nouvelle famille. Mais il devra les préserver de nombreux dangers dont les rapaces, un énorme grizzly et un chasseur. Mais le pire d'entre eux est un féroce loup noir qui rêve de n'en faire qu'une bouchée.

## Synopsis
Benji, chien vedette du petit écran, est porté disparu en mer au cours d'une violente tempête. Tous le croient mort à l'exception de son maître et dresseur Frank Inn, un hélicoptère est mis à sa disposition pour tenter de le retrouver. Benji parvient à regagner le rivage et s'égare dans une vaste forêt de l'Oregon. Il rencontre un couguar et les deux animaux se regardent pacifiquement. Mais soudain, un chasseur surgit et tire sur le couguar. Benji tente de soulager sa plaie puis de le mettre à l'abri quand le chasseur approche pour récupérer sa prise, mais le félin est trop gravement blessé. Le chasseur fait fuir Benji et achève le couguar. Benji assiste impuissant à sa mort et s'en va.
Errant dans la forêt, il entend un hélicoptère. Il comprend que c'est sa chance d'être sauvé et lui court après en aboyant, mais l'hélicoptère est trop rapide et s'éloigne, laissant Benji démoralisé. Tout à coup, il entend un bruit et découvre quatre bébés couguars. Benji réalise que le couguar qu'il a rencontré et qui est mort était une femelle et leur mère. D'abord réticent à l'idée de s'occuper d'eux, il finit par accepter en entendant un aigle voler dans les environs et sachant que sans aide les petits sont condamnés. Il essaie de les nourrir d'abord avec des baies puis en chassant un lapin. Mais étant d'une grande gentillesse, Benji épargnera le lapin qu'il avait rattrapé. Il découvre alors la cabane du chasseur et vole l'une de ses cailles mortes pour l'offrir aux petits couguars.
Le lendemain, Benji retourne chez le chasseur pour lui voler sa deuxième caille mais se fait attraper. En regardant son collier, le chasseur comprend qu'il aura une récompense si Benji est retrouvé, il l'attache et retourne dans sa cabane. Benji tente de se libérer mais sans succès. Alors qu'il semble abandonné, un énorme loup noir apparaît dans son dos. Benji le remarque quand ce dernier commence à grogner, il aboie pour donner l'alerte, mais le loup disparaît avant que le chasseur ne le voie. Le Chasseur averti Benji de ne pas bouger et rentre à nouveau dans sa cabane. Sachant que le Loup va sûrement revenir, Benji lui tend un piège en enroulant sa corde autour des affaires du chasseur pour donner l'alerte. Son plan marche : le Loup déclenche l'alarme en essayant d'attraper Benji et le chasseur le voit en ressortant. Mais le temps qu'il attrape son fusil, le Loup s'est déjà enfui dans les bois. Alors qu'il détache Benji pour remettre de l'ordre, ce dernier en profite pour lui fausser compagnie et vole sa deuxième caille au passage.
Sur le chemin du retour, il voit une autre femelle couguar avec son petit. Il tente de l'emmener avec lui jusqu'aux petits orphelins, mais la femelle l'attaque et le repousse. Benji décide d'emmener l'un des petits jusqu'à elle, mais un hélicoptère l'effraie et elle s'enfuit dans les bois avec son petit. Benji reconnaît l'hélicoptère et aperçoit son maître à l'intérieur, il veut s'approcher pour qu'il le voie mais réalise que les bébés couguars seront condamnés s'il part maintenant et laisse l'hélicoptère repartir. Peu après, Benji découvre qu'un autre animal a mangé la caille et sent la présence du Loup. Comprenant que les petits ne sont plus en sécurité, il décide de les emmener avec lui à la recherche de la femelle couguar qu'il retrouve peu après.
Mais Benji ignore que le Loup est maintenant sur ses traces et celles des petits. Au cours de leur périple, il s'apprête à les attaquer mais l'hélicoptère le fait fuir. La nuit venue, Benji guette d'éventuels dangers, il se fait surprendre par un raton laveur et grogne pour le faire fuir. Le jour suivant, Benji retrouve la femelle couguar et son petit mais il tombe sur le Loup qui le poursuit. Il parvient à le semer et part retrouver les bébés couguars. Benji et ses quatre protégés continuent leur périple. Tout à coup, Benji entend un bruit et se cache dans les buissons avec les petits. La source du bruit se révèle être un Ours qui marque son territoire. L'un des bébés couguars, (le plus foncé), rugit sur l'Ours mais ce dernier le fait fuir après avoir rugi à son tour. Le bébé retourne dans les buissons et l'Ours commence à se diriger vers la cachette. Benji décide d'aboyer pour l'attirer loin des petits. A force d'aboiements, l'Ours court après Benji, mais ce dernier plus rapide le sème facilement. Alors que L'Ours se repose avant d'inspecter à nouveau son territoire, Benji s'en va tranquillement sans se faire remarquer. Mais le Loup le retrouve et le poursuit à nouveau. Benji parvient à le semer en le conduisant jusqu'à L'Ours. Benji passe à toute vitesse entre les jambes de L'Ours qui a juste le temps de voir le Loup arriver. Furieux, L'ours se met à poursuivre le Loup qui s'enfuit.
Benji repart pour rejoindre les bébés couguars et retrouve la maman couguar effrayée par l'hélicoptère qui s'enfuit en traversant une rivière, son petit sur les talons. Benji traverse la rivière, mais quand il voit ses quatre protégés bloqués au milieu de la rivière, il les encourage à traverser en aboyant. Finalement les quatre petits traversent la rivière sans problème et ils reprennent leur route. Le petit groupe arrive dans une zone herbeuse, idéale pour se cacher. Benji aperçoit un renard, il se tient prêt à défendre les bébés couguars. C'est alors que l'hélicoptère réapparaît faisant fuir le renard et atterrit. Frank Inn, le dresseur de Benji descend et commence à l'appeler. Benji veut le rejoindre mais se ravise en regardant les petits couguars qu'il abandonnerait à leur sort. Le coeur gros, il laisse son maître remonter dans l'hélicoptère qui décolle. Benji entend l'Aigle qui survole les environs mais n'y prête guère attention. Tout à coup, l'Aigle se montre plus agressif et commence à survoler la zone herbeuse. Il repère les bébés couguars et plonge pour les attaquer. Il parvient à attraper l'un des petits et s'envole avec lui alors que Benji tentait de l'arrêter. Benji retrouve deux des petits cachés dans les hautes herbes mais pas le troisième. Il finit par le trouver caché entre des rochers. Soudain il entend à nouveau l'Aigle, ce dernier se prépare à tuer les deux autres petits, mais cette fois Benji arrive et aboie pour le faire fuir. Après ce drame, Benji n'a plus que trois petits à protéger.
Il décide de les laisser provisoirement au pied d'une colline avec un rocher creux comme refuge et part à la recherche de la femelle couguar. Il la retrouve et tente à nouveau de l'emmener jusqu'aux petits. Mais la femelle glisse pendant la poursuite et Benji manque de tomber dans un précipice caché par des buissons. Il parvient à remonter et retourne auprès des petits. Peu après il a une idée : escalader la colline avec les petits pour intercepter la femelle couguar quand elle repartira avec son petit. Alors qu'il retourne auprès de ses trois protégés, Benji a la mauvaise surprise de retrouver le Loup qui a réussi à échapper à l'Ours et à retrouver sa trace. Benji tente de l'éloigner des petits. Le Loup le neutralise et tente d'attraper les bébés couguars, mais ceux-ci se cachent sous le rocher hors de portée du Loup. Benji saute sur le dos du Loup et réussit à l'entraîner derrière lui. Benji réussit à se débarrasser du Loup en l'emmenant vers le précipice caché par les buissons. Le Loup tombe dans le piège et meurt de sa chute. Le danger écarté, Benji retourne vers les petits pour les rassurer. Peu après, il les transporte l'un après l'autre au sommet de la colline, tandis que la femelle couguar reprend sa route avec son petit. Après quelques petites frayeurs en transportant le petit couguar foncé, Benji réussit à le mettre en sécurité avec les deux autres. C'est à ce moment-là que la femelle couguar apparaît avec son petit, voyant Benji et les petits orphelins. Alors qu'elle s'apprête à repartir, elle se ravise, regarde Benji d'un air compréhensif et adopte les trois bébés couguars. Les quatre petits se dirigent vers elle pour allaiter. Sa mission achevée, Benji s'en va. La maman couguar et lui échangent un dernier regard.
Benji lance un dernier regard triste aux petits couguars que deux des petits, (l'un des deux clairs et le foncé), lui rendent. Benji contemple la nouvelle famille couguar une dernière fois avant que l'hélicoptère n'apparaisse pour le récupérer.

## Fiche technique
- Titre original : Benji the Hunted
- Titre français : Benji la malice
- Réalisation : Joe Camp
- Scénario : Joe Camp
- Photographie : Don Reddy
- Son (mixeur) : Grover B. Helsley, Richard D. Rogers, John Williamson
- Montage : Karen Thorndike
- Musique : Euel Box, Betty Box
- Effets spéciaux : Bob Riggs
- Production : Ben Vaughn
  - Producteur associé : Erwin Hearne
  - Producteur exécutif : Ed Vanston
  - Producteur superviseur : Carolyn H. Camp
- Société de production : Walt Disney Pictures, Embark Production, Millenium Productions, Mulberry Square Releasing, Silver Screen Partners III
- Société de distribution : Buena Vista Distribution Company
- Pays de production :  États-Unis
- Langue originale : anglais
- Format : Couleurs - 1,85:1 - Son : Dolby
- Genre : Aventure
- Durée : 88 minutes
- Dates de sortie : 
  - États-Unis : 17 juin 1987
  - France : 3 février 1988

## Distribution
- Benjean : Benji
- Frank Inn : Lui-même
- Red Steagall (VF : Raymond Loyer) : Chasseur
- Nancy Francis (VF : Arlette Thomas) : Mary Beth McLaulin
- Joe Camp : Directeur télé (voix)
- Steve Zanduni : Producteur (voix)
- Mike Francis : Cameraman télé
- Ben Vaughn : Main de l'ingénieur
- Karen Thorndike : Compte à rebours (voix)

## Sorties cinéma
Sauf mention contraire, les informations proviennent des sources suivantes : IMDb
- États-Unis : 5 juin 1987
- États-Unis : 17 juin 1987 [2]
- Royaume-Uni : 19 juin 1987
- Australie : 26 décembre 1987
- Pérou : 1988
- Uruguay : 14 janvier 1988 (Montevideo)
- France : 3 février 1988
- Pays-Bas : 11 février 1988
- Suède : 26 février 1988
- Japon : 12 mars 1988
- Italie : 30 mars 1988
- Allemagne de l'Ouest : 19 mai 1988
- Espagne : 22 juin 1988 (Barcelone) ; 24 juin 1988 (Madrid)
- Danemark : 24 juin 1988
- Finlande : 15 juillet 1988
- Portugal : 5 aout 1988

## Remarque
Lors de l'attaque de l'Aigle, on croit d'abord que c'est le petit couguar foncé que le rapace a attrapé, mais il est revu après la fuite de l'Aigle. C'est peut-être dû à une erreur d'image ou alors le petit couguar foncé a réussi à s'en sortir parce que l'Aigle a tué le petit clair qui était près de lui.